# 2020–2021 a magyar labdarúgásban
A magyar labdarúgás 2020–2021-es szezonja 2020. augusztus 14-én kezdődött az MTK–Ferencváros OTP Bank Liga mérkőzéssel. Az NBI utolsó fordulójára 2021. május 15-én kerül sor. A magyar labdarúgó-válogatott 2020. szeptember 3-án Törökország ellen játszotta le első találkozóját.

## Válogatott

### 2020

#### 2020–2021-es Nemzetek Ligája
| 2020. szeptember 3. 20:45 (21:45 UTC+2) |

| Törökország | 0–1                         | Magyarország   |
| ----------- | --------------------------- | -------------- |
|             | (0–0) Jegyzőkönyv Részletek | Szoboszlai 80' |

| Eylül stadion, Sivas Játékvezető: Artur Soares Dias |

| 2020. szeptember 6. 18:00 |

| Magyarország            | 2–3                         | Oroszország                             |
| ----------------------- | --------------------------- | --------------------------------------- |
| Sallai 62' Nikolics 70' | (0–2) Jegyzőkönyv Részletek | Mirancsuk 15' Ozdojev 33' Fernandes 45' |

| Puskás Aréna, Budapest Játékvezető: Maurizo Mariani |

| 2020. október 11. 20:45 |

| Szerbia | 0–1                         | Magyarország |
| ------- | --------------------------- | ------------ |
|         | (0–1) Jegyzőkönyv Részletek | Könyves 20'  |

| Rajko Mitić Stadion, Belgrád Játékvezető: Sandro Schärer (svájci) |

| 2020. október 14. 20:45 |

| Oroszország | 0–0                   | Magyarország |
| ----------- | --------------------- | ------------ |
|             | Jegyzőkönyv Részletek |              |

| VTB Aréna, Moszkva Játékvezető: Michael Oliver (angol) |

| 2020. november 15. 20:45 |

| Magyarország | 1–1                         | Szerbia      |
| ------------ | --------------------------- | ------------ |
| Kalmár 39'   | (1–1) Jegyzőkönyv Részletek | Radonjić 17' |

| Puskás Aréna, Budapest Játékvezető: Glenn Nyberg (svéd) |

| 2020. november 18. 20:45 |

| Magyarország          | 2–0                         | Törökország |
| --------------------- | --------------------------- | ----------- |
| Sigér 57' Varga 90+5' | (0–0) Jegyzőkönyv Részletek |             |

| Puskás Aréna, Budapest Játékvezető: Ivan Kružliak (szlovák) |

#### 2020-as EB-pótselejtező
| 2020. október 8. 20:45 (21:45 UTC+2) |

| Bulgária  | 1–3                         | Magyarország                      |
| --------- | --------------------------- | --------------------------------- |
| Jomov 89' | (0–1) Jegyzőkönyv Részletek | Orban 17' Kalmár 47' Nikolics 75' |

| Vaszil Levszki Nemzeti Stadion, Szófia Játékvezető: Szymon Marciniak (lengyel) |

| 2020. november 12. 20:45 |

| Magyarország              | 2–1                         | Izland            |
| ------------------------- | --------------------------- | ----------------- |
| Nego 88' Szoboszlai 90+2' | (0–1) Jegyzőkönyv Részletek | G. Sigurðsson 11' |

| Puskás Aréna, Budapest Játékvezető: Björn Kuipers (holland) |

### 2021

#### 2022-es világbajnoki selejtező
| 2021. március 25. 20:45 |

| Magyarország                      | 3-3                         | Lengyelország                          |
| --------------------------------- | --------------------------- | -------------------------------------- |
| Sallai 6' Szalai Á. 52' Orbán 78' | (1-0) Jegyzőkönyv Részletek | Piątek 60' Jozwiak 61' Lewandowski 82' |

| Puskás Aréna, Budapest Nézőszám: zárt kapus Játékvezető: Felix Brych (német) |

| 2021. március 28. 20:45 |

| San Marino | 0-3                         | Magyarország                                                |
| ---------- | --------------------------- | ----------------------------------------------------------- |
|            | (0-1) Jegyzőkönyv Részletek | Szalai Á. 13' (11-esből) Sallai 71' Nikolics 88' (11-esből) |

| Olimpiai Stadion (San Marino), Serravalle Nézőszám: zárt kapus Játékvezető: Nick Walsh (skót) |

| 2021. március 31. 20:45 |

| Andorra                | 1–4                         | Magyarország                                     |
| ---------------------- | --------------------------- | ------------------------------------------------ |
| Pujol 90+3' (11-esből) | (0–1) Jegyzőkönyv Részletek | Fiola 45+2' Gazdag 51' Kleinheisler 58' Nego 90' |

| Estadi Nacional, Andorra la Vella Játékvezető: Vilhjalmur Thorarinsson (izlandi) |

| 2021. szeptember 2. 20:45 |

| Magyarország | 0-4                         | Anglia                                     |
| ------------ | --------------------------- | ------------------------------------------ |
|              | (0-0) Jegyzőkönyv Részletek | Sterling 55' Kane 63' Maguire 69' Rice 87' |

| Puskás Aréna, Budapest Nézőszám: 58260 Játékvezető: Cüneyt Çakır (török) |

| 2021. szeptember 5. 18:00 |

| Albánia   | 1-0                         | Magyarország |
| --------- | --------------------------- | ------------ |
| Broja 87' | (0-0) Jegyzőkönyv Részletek |              |

| Elbasan Aréna, Elbasan Nézőszám: 4500 Játékvezető: Danny Makkelie (holland) |

| 2021. szeptember 8. 20:45 |

| Magyarország                       | 2–1                         | Andorra     |
| ---------------------------------- | --------------------------- | ----------- |
| Szalai Ád. 9' (11-esből) Botka 18' | (2–0) Jegyzőkönyv Részletek | Llovera 82' |

| Puskás Aréna, Budapest Játékvezető: Rade Obrenovič (szlovén) |

| 2021. október 9. 20:45 |

| Magyarország | 0-1                         | Albánia   |
| ------------ | --------------------------- | --------- |
|              | (0-0) Jegyzőkönyv Részletek | Broja 79' |

| Puskás Aréna, Budapest Nézőszám: zárt kapus Játékvezető: Carlos del Cerro Grande (spanyol) |

| 2021. október 12. 20:45 (19:45 UTC+1) |

| Anglia     | 1–1                         | Magyarország          |
| ---------- | --------------------------- | --------------------- |
| Stones 37' | (1–1) Jegyzőkönyv Részletek | Sallai 24' (11-esből) |

| Wembley Stadion, London Játékvezető: Alejandro Hernández (spanyol) |

| 2021. november 12. 20:45 |

| Magyarország                            | 4–0                         | San Marino |
| --------------------------------------- | --------------------------- | ---------- |
| Szoboszlai 6' 83' Gazdag 22' Vécsei 88' | (2–0) Jegyzőkönyv Részletek |            |

| Puskás Aréna, Budapest Játékvezető: Filip Glova (szlovák) |

| 2021. november 15. 20:45 |

| Lengyelország | 1-2                         | Magyarország           |
| ------------- | --------------------------- | ---------------------- |
| Świderski 61' | (0-1) Jegyzőkönyv Részletek | Schäfer 37' Gazdag 80' |

| Varsói Nemzeti Stadion, Varsó Nézőszám: 56197 Játékvezető: Tiago Martins (portugál) |

#### 2020-as Európa-bajnokság
| 2021. június 15. 18:00 |

| Magyarország | 0-3                         | Portugália                                 |
| ------------ | --------------------------- | ------------------------------------------ |
|              | (0-0) Jegyzőkönyv Részletek | Guerreiro 84' Ronaldo 87' (11-esből) 90+2' |

| Puskás Aréna, Budapest Nézőszám: 55662 Játékvezető: Cüneyt Çakır (török) |

| 2021. június 19. 15:00 |

| Magyarország | 1-1                         | Franciaország |
| ------------ | --------------------------- | ------------- |
| Fiola 45+2'  | (1-0) Jegyzőkönyv Részletek | Griezmann 66' |

| Puskás Aréna, Budapest Nézőszám: 55998 Játékvezető: Michael Oliver (angol) |

| 2021. június 23. 21:00 |

| Németország              | 2-2                         | Magyarország              |
| ------------------------ | --------------------------- | ------------------------- |
| Havertz 66' Goretzka 84' | (0-1) Jegyzőkönyv Részletek | Szalai Á. 11' Schäfer 68' |

| Allianz Arena, München Nézőszám: 12413 Játékvezető: Szergej Karaszjov (orosz) |

## Bajnoki tabellák

### OTP Bank Liga
| Hely. | Csapat          | M  | Gy | D  | V  | G+ | G– | Gk  | P  | Továbbjutás vagy kiesés                  |
| ----- | --------------- | -- | -- | -- | -- | -- | -- | --- | -- | ---------------------------------------- |
| 1.    | Ferencváros (B) | 33 | 23 | 9  | 1  | 69 | 22 | +47 | 78 | Bajnokok Ligája, 1. selejtezőkör         |
| 2.    | Puskás Akadémia | 33 | 18 | 4  | 11 | 52 | 42 | +10 | 58 | Európa Konferencia Liga, 1. selejtezőkör |
| 3.    | Fehérvár        | 33 | 16 | 8  | 9  | 68 | 38 | +30 | 56 | Európa Konferencia Liga, 1. selejtezőkör |
| 4.    | Paks            | 33 | 14 | 8  | 11 | 76 | 64 | +12 | 50 |                                          |
| 5.    | Kisvárda        | 33 | 12 | 10 | 11 | 30 | 36 | −6  | 46 |                                          |
| 6.    | Újpest (C)      | 33 | 12 | 6  | 15 | 46 | 67 | −21 | 42 | Európa Konferencia Liga, 2. selejtezőkör |
| 7.    | MTK Budapest    | 33 | 11 | 9  | 13 | 44 | 49 | −5  | 42 |                                          |
| 8.    | Mezőkövesd      | 33 | 11 | 9  | 13 | 40 | 46 | −6  | 42 |                                          |
| 9.    | Zalaegerszeg    | 33 | 10 | 7  | 16 | 58 | 58 | 0   | 37 |                                          |
| 10.   | Honvéd          | 33 | 9  | 10 | 14 | 46 | 48 | −2  | 37 |                                          |
| 11.   | Diósgyőr (K)    | 33 | 9  | 6  | 18 | 34 | 53 | −19 | 33 | NB II                                    |
| 12.   | Budafok (K)     | 33 | 7  | 6  | 20 | 34 | 74 | −40 | 27 | NB II                                    |

### Merkantil Bank Liga
| Hely. | Csapat               | M  | Gy | D | V  | G+ | G– | Gk  | P  | Feljutás vagy kiesés |
| ----- | -------------------- | -- | -- | - | -- | -- | -- | --- | -- | -------------------- |
| 1.    | Debreceni VSC        | 14 | 9  | 4 | 1  | 31 | 10 | +21 | 31 | feljutó az NB I-be   |
| 2.    | Budaörs              | 13 | 9  | 0 | 4  | 23 | 14 | +9  | 27 | feljutó az NB I-be   |
| 3.    | Gyirmót              | 14 | 8  | 2 | 4  | 18 | 10 | +8  | 26 |                      |
| 4.    | Pécsi Mecsek FC      | 14 | 7  | 4 | 3  | 14 | 8  | +6  | 25 |                      |
| 5.    | Nyíregyháza          | 14 | 7  | 2 | 5  | 15 | 13 | +2  | 23 |                      |
| 6.    | Szombathelyi Haladás | 14 | 6  | 5 | 3  | 22 | 11 | +11 | 23 |                      |
| 7.    | Vasas                | 14 | 6  | 5 | 3  | 24 | 18 | +6  | 23 |                      |
| 8.    | Békéscsaba           | 14 | 6  | 5 | 3  | 19 | 19 | 0   | 23 |                      |
| 9.    | Soroksár             | 14 | 6  | 3 | 5  | 17 | 16 | +1  | 21 |                      |
| 10.   | Szolnok              | 14 | 6  | 3 | 5  | 13 | 15 | −2  | 21 |                      |
| 11.   | Ajka                 | 14 | 6  | 1 | 7  | 26 | 20 | +6  | 19 |                      |
| 12.   | Kazincbarcika        | 14 | 5  | 3 | 6  | 13 | 18 | −5  | 18 |                      |
| 13.   | Szeged-Csanád GA     | 14 | 5  | 2 | 7  | 17 | 20 | −3  | 17 |                      |
| 14.   | Dorog                | 14 | 4  | 4 | 6  | 14 | 21 | −7  | 16 |                      |
| 15.   | Kaposvári Rákóczi FC | 14 | 3  | 6 | 5  | 15 | 17 | −2  | 15 |                      |
| 16.   | Siófok               | 14 | 4  | 2 | 8  | 20 | 27 | −7  | 14 |                      |
| 17.   | Szentlőrinc SE       | 14 | 4  | 2 | 8  | 14 | 23 | −9  | 14 |                      |
| 18.   | Győri ETO            | 13 | 3  | 5 | 5  | 17 | 17 | 0   | 14 | kieső az NB III-ba   |
| 19.   | Csákvár              | 14 | 2  | 4 | 8  | 21 | 33 | −12 | 10 | kieső az NB III-ba   |
| 20.   | DEAC                 | 14 | 2  | 0 | 12 | 10 | 29 | −19 | 6  | kieső az NB III-ba   |

## Magyar csapatok európaikupa-szereplése
A dőlttel jelzett csapatok jelenleg is szerepelnek az európai kupában.
| Csapatok           | Statisztikák | Statisztikák | Statisztikák | Statisztikák | Statisztikák | Statisztikák | Kezdő forduló   | Végső forduló   | Mérkőzések dátumai | Mérkőzések dátumai |
| Csapatok           | M            | GY           | D            | V            | LG–KG        | GK           | Kezdő forduló   | Végső forduló   | Első               | Utolsó             |
| ------------------ | ------------ | ------------ | ------------ | ------------ | ------------ | ------------ | --------------- | --------------- | ------------------ | ------------------ |
| Ferencvárosi TC    | 11           | 3            | 3            | 5            | 14–22        | –8           | 1. selejtezőkör | Csoportkör      | 2020. 08.19.       | 2020. 12. 08.      |
| MOL Fehérvár FC    | 4            | 1            | 2            | 1            | 3–4          | –1           | 1. selejtezőkör | Rájátszás       | 2020. 08. 27.      | 2020. 10. 01.      |
| Budapest Honvéd FC | 2            | 1            | 0            | 1            | 2–3          | –1           | 1. selejtezőkör | 2. selejtezőkör | 2020. 08. 27.      | 2020. 09. 17.      |
| Puskás Akadémia FC | 1            | 0            | 0            | 1            | 0–3          | –3           | 1. selejtezőkör | 1. selejtezőkör | 2020. 08. 27.      | 2020. 08. 27.      |
| Összesen           | 18           | 5            | 5            | 8            | 19–32        | –13          |                 |                 |                    |                    |

### UEFA-együttható
A nemzeti labdarúgó-bajnokságok UEFA-együtthatóját a magyar csapatok Bajnokok Ligája-, és Európa-liga-eredményeiből számítják ki.
| Csapat             | SGY | SD | SV | CSGY | CSD | CSV | GY    | D     | V | Bónusz | Pont   | Átlag |
| ------------------ | --- | -- | -- | ---- | --- | --- | ----- | ----- | - | ------ | ------ | ----- |
| Ferencvárosi TC    | 3   | 2  | 0  | 0    | 1   | 5   | 3     | 3     | 2 | 5,000  | 13,500 |       |
| MOL Fehérvár FC    | 1   | 2  | 1  |      |     |     | 1     | 2     | 1 | 2,500  | 11,500 |       |
| Budapest Honvéd FC | 1   | 0  | 1  | 1    | 0   | 1   | 1,500 | 6,500 |   |        |        |       |
| Puskás Akadémia FC | 0   | 0  | 1  | 0    | 0   | 1   | 1,000 | 1,000 |   |        |        |       |
| Összesen           | 5   | 4  | 3  | 0    | 1   | 2   | 5     | 5     | 5 | 10,000 | 32,500 | 8,125 |

### Ferencvárosi TC
| Dátum                                  | Stadion                                | Ellenfél                               | Eredmény                               | Az FTC gólszerzői                      |
| UEFA-bajnokok ligája – 1. selejtezőkör | UEFA-bajnokok ligája – 1. selejtezőkör | UEFA-bajnokok ligája – 1. selejtezőkör | UEFA-bajnokok ligája – 1. selejtezőkör | UEFA-bajnokok ligája – 1. selejtezőkör |
| -------------------------------------- | -------------------------------------- | -------------------------------------- | -------------------------------------- | -------------------------------------- |
| 2020. augusztus 19.                    | Groupama Aréna (o)                     | Djurgårdens IF Fotboll                 | 2–0                                    | Tokmac (2)                             |
| UEFA-bajnokok ligája – 2. selejtezőkör |                                        |                                        |                                        |                                        |
| 2020. augusztus 26.                    | Celtic Park (i)                        | Celtic FC                              | 1–2                                    | Sigér, Tokmac                          |
| UEFA-bajnokok ligája – 3. selejtezőkör |                                        |                                        |                                        |                                        |
| 2020. szeptember 16.                   | Groupama Aréna (o)                     | GNK Dinamo Zagreb                      | 2–1                                    | Lovrencsics, Uzuni                     |
| UEFA-bajnokok ligája – Rájátszás       |                                        |                                        |                                        |                                        |
| 2020. szeptember 23.                   | Aker Stadion (i)                       | Molde FK                               | 3–3                                    | Boli, Uzuni, Haratyin                  |
| 2020. szeptember 29.                   | Groupama Aréna (o)                     | Molde FK                               | 0–0                                    |                                        |
| UEFA-bajnokok ligája – Csoportkör      |                                        |                                        |                                        |                                        |
| 2020. október 20.                      | Camp Nou (i)                           | FC Barcelona                           | 5–1                                    | Haratyin                               |
| 2020. október 28.                      | Groupama Aréna (o)                     | FK Dinamo Kijiv                        | 2–2                                    | Tokmac, Boli                           |
| 2020. november 4.                      | Puskás Aréna (o)                       | Juventus FC                            | 1–4                                    | Boli                                   |
| 2020. november 14.                     | Juventus Stadion (i)                   | Juventus FC                            | 2–1                                    | Uzuni                                  |
| 2020. december 2.                      | Puskás Aréna (o)                       | FC Barcelona                           | 0–3                                    |                                        |
| 2020. december 8.                      | Olimpiai Stadion (i)                   | FK Dinamo Kijiv                        | 1–0                                    |                                        |

### MOL Fehérvár FC
| Dátum                         | Stadion                       | Ellenfél                      | Eredmény                      | A Fehérvár gólszerzői         |
| Európa Liga – 1. selejtezőkör | Európa Liga – 1. selejtezőkör | Európa Liga – 1. selejtezőkör | Európa Liga – 1. selejtezőkör | Európa Liga – 1. selejtezőkör |
| ----------------------------- | ----------------------------- | ----------------------------- | ----------------------------- | ----------------------------- |
| 2020. augusztus 17.           | MOL Aréna Sóstó (o)           | Bohemian FC                   | 1–1 (h.u.) t.: 4–2            | Nikolics                      |
| Európa Liga – 2. selejtezőkör |                               |                               |                               |                               |
| 2020. szeptember 17.          | Centenary Stadion (i)         | Hibernians FC                 | 0–1                           | Nikolov                       |
| Európa Liga – 3. selejtezőkör |                               |                               |                               |                               |
| 2020. szeptember 24.          | MOL Aréna Sóstó (o)           | Stade de Reims                | 0–0 (h.u.) t.: 4–1            |                               |
| Európa Liga – Rájátszás       |                               |                               |                               |                               |
| 2020. október 1.              | Ibrox Stadion (i)             | Standard de Liège             | 3–1                           | Nikolics                      |

### Budapest Honvéd FC
| Dátum                         | Stadion                       | Ellenfél                      | Eredmény                      | A Honvéd gólszerzői           |
| Európa Liga – 1. selejtezőkör | Európa Liga – 1. selejtezőkör | Európa Liga – 1. selejtezőkör | Európa Liga – 1. selejtezőkör | Európa Liga – 1. selejtezőkör |
| ----------------------------- | ----------------------------- | ----------------------------- | ----------------------------- | ----------------------------- |
| 2020. augusztus 27.           | Hidegkuti Nándor Stadion (o)  | FC Inter Turku                | 2–1 (h.u.)                    | Traoré, Hämäläinen (öngól)    |
| Európa Liga – 2. selejtezőkör |                               |                               |                               |                               |
| 2020. szeptember 17.          | Hidegkuti Nándor Stadion (o)  | Malmö FF                      | 0–2                           |                               |

### Puskás Akadémia FC
| Dátum                         | Stadion                       | Ellenfél                      | Eredmény                      | A Puskás gólszerzői           |
| Európa Liga – 1. selejtezőkör | Európa Liga – 1. selejtezőkör | Európa Liga – 1. selejtezőkör | Európa Liga – 1. selejtezőkör | Európa Liga – 1. selejtezőkör |
| ----------------------------- | ----------------------------- | ----------------------------- | ----------------------------- | ----------------------------- |
| 2020. augusztus 27.           | Tele2 Arena (i)               | Hammarby IF                   | 3–0                           |                               |